# Cornwall-Heide
Die Cornwall-Heide (Erica vagans), auch Wander-Heide genannt, ist eine Pflanzenart aus der Gattung Heidekräuter (Erica) innerhalb der Familie der Heidekrautgewächse (Ericaceae). Die Cornwall-Heide ist die Landesblume der Grafschaft Cornwall im Südwesten Englands.

## Beschreibung

### Vegetative Merkmale
Die Cornwall-Heide ist ein immergrüner Zwergstrauch, der Wuchshöhen von 30 bis 80 Zentimetern erreicht. Die Rinde der liegenden, aufsteigenden oder aufrechten Zweige ist kahl und gelblich-braun.
Jeweils vier bis fünf Blätter sind zu Blattquirlen angeordnet. Die kahlen, dunkelgrünen Blätter sind bei einer Länge von 5 bis 10 Millimetern nadelförmig, linealisch und sind spitz, jedoch nicht stechend. Der Blattrand ist umgerollt. 

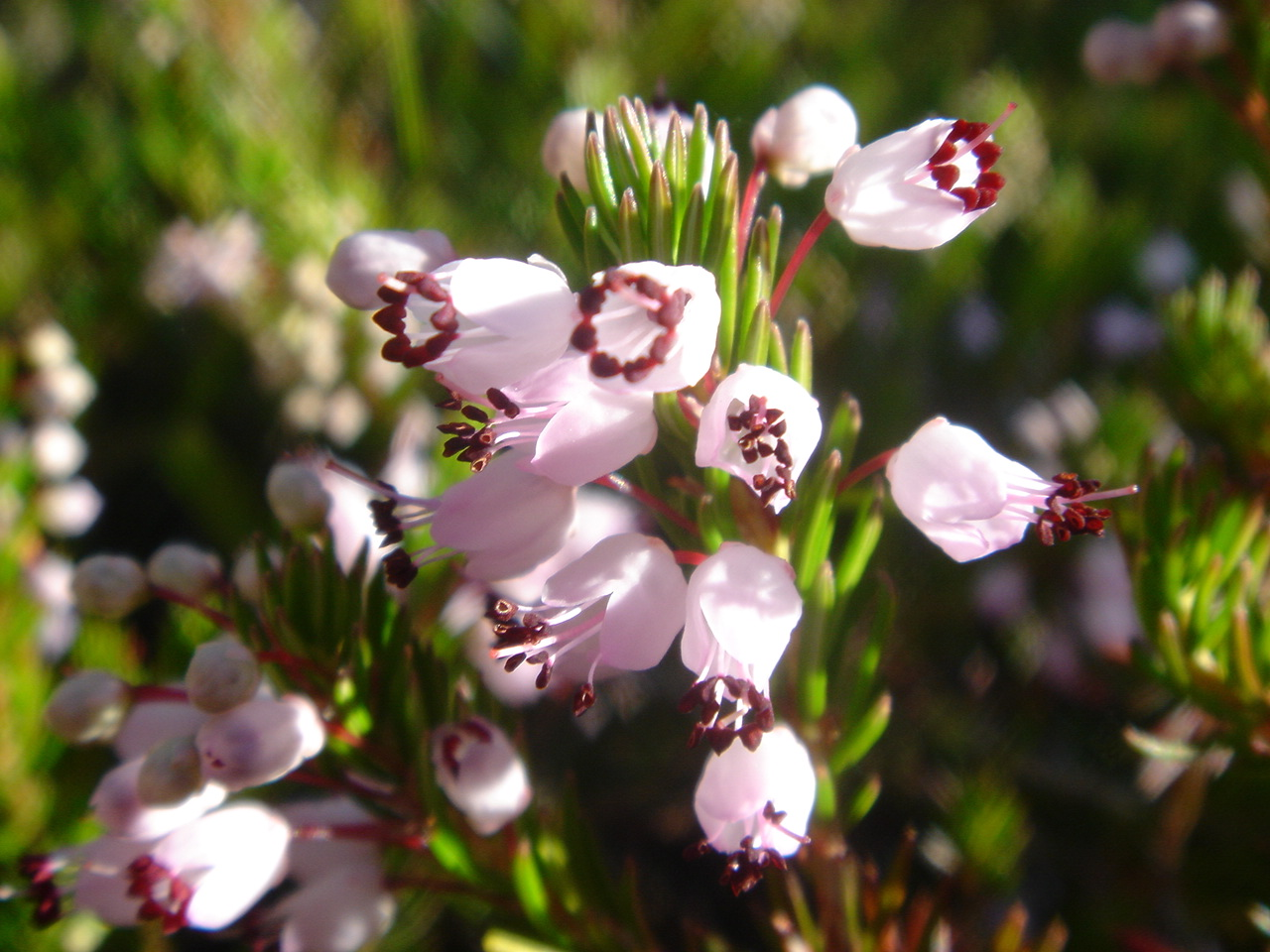
Blüten

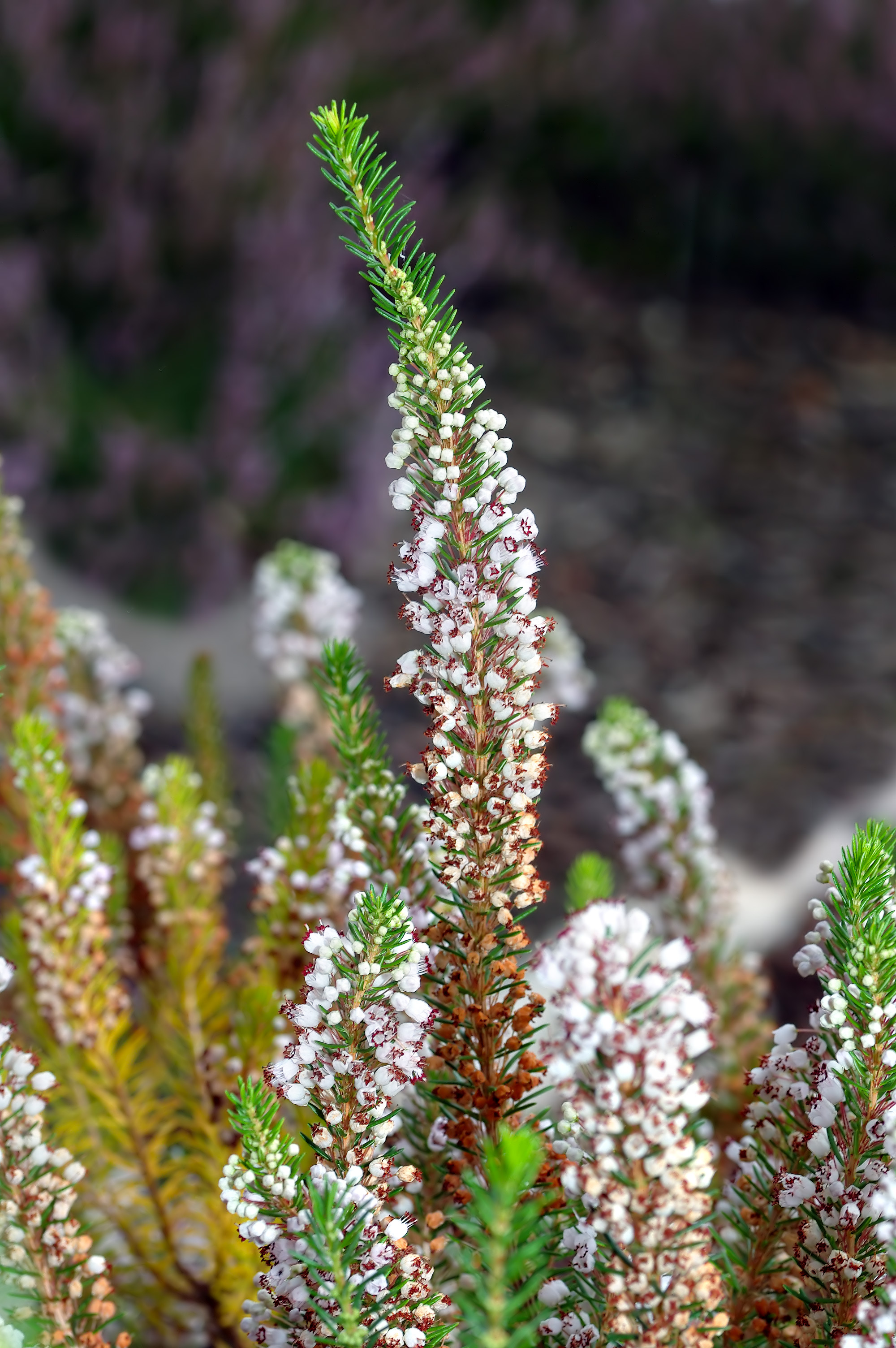
Zweig mit Blättern und Blüten

### Generative Merkmale
Die Blütezeit reicht von Juli bis September. Die gestielten Blüten befinden sich zumeist paarweise in den oberen Blattachseln und bilden zusammen einen 8 bis 17 Zentimeter langen, schlanken traubigen Blütenstand. Der Blütenstand ist allseitswendig. Die Blütenstiele sind zwei- bis dreimal so lang wie die Blüten. Die zwittrigen Blüten sind etwa 8 Millimeter lang. Die weißlich-rosafarbene bis blass-lilafarbene Blütenkrone ist breit und glocken- bis urnenförmig. Die dunkelpurpurfarbenen Staubbeutel überragen den Kronenrand mit weniger als der Hälfte ihrer Länge.
Die Chromosomenzahl beträgt 2n = 24.

## Vorkommen
Die Cornwall-Heide ist an den atlantischen Küsten der Britischen Inseln verbreitet und kommt vereinzelt in Frankreich, Spanien, Großbritannien und Irland vor. In der Schweiz kam sie als Neophyt im Kanton Genf vor. In Irland ist sie ein Neophyt.
Sie wächst bevorzugt in Küstennähe. Sie gedeiht am besten auf sandigen oder steinigen, meistens kalkarmen Böden, welche nicht zu trocken sind.
Die ökologischen Zeigerwerte nach Landolt et al. 2010 sind in der Schweiz: Feuchtezahl F = 3 (mäßig feucht), Lichtzahl L = 3 (halbschattig), Reaktionszahl R = 2 (sauer), Temperaturzahl T = 5 (sehr warm-kollin), Nährstoffzahl N = 1 (sehr nährstoffarm), Kontinentalitätszahl K = 2 (subozeanisch).

## Taxonomie
Die Erstveröffentlichung von Erica vagans erfolgte 1770 durch Carl von Linné. Ein Synonym von Erica vagans L. nom. cons. ist Erica didyma Stokes.

## Nutzung
Einige Sorten werden als Zierpflanzen verwendet. Einige Sorten sind: ‘Alba’, ‘Diana Hornibrook’, ‘Holden Pink’, ‘Lyoness’, ‘Pyrenees Pink’ und ‘Valerie Proudley’ (zufällige Auswahl).